# Salmo 145

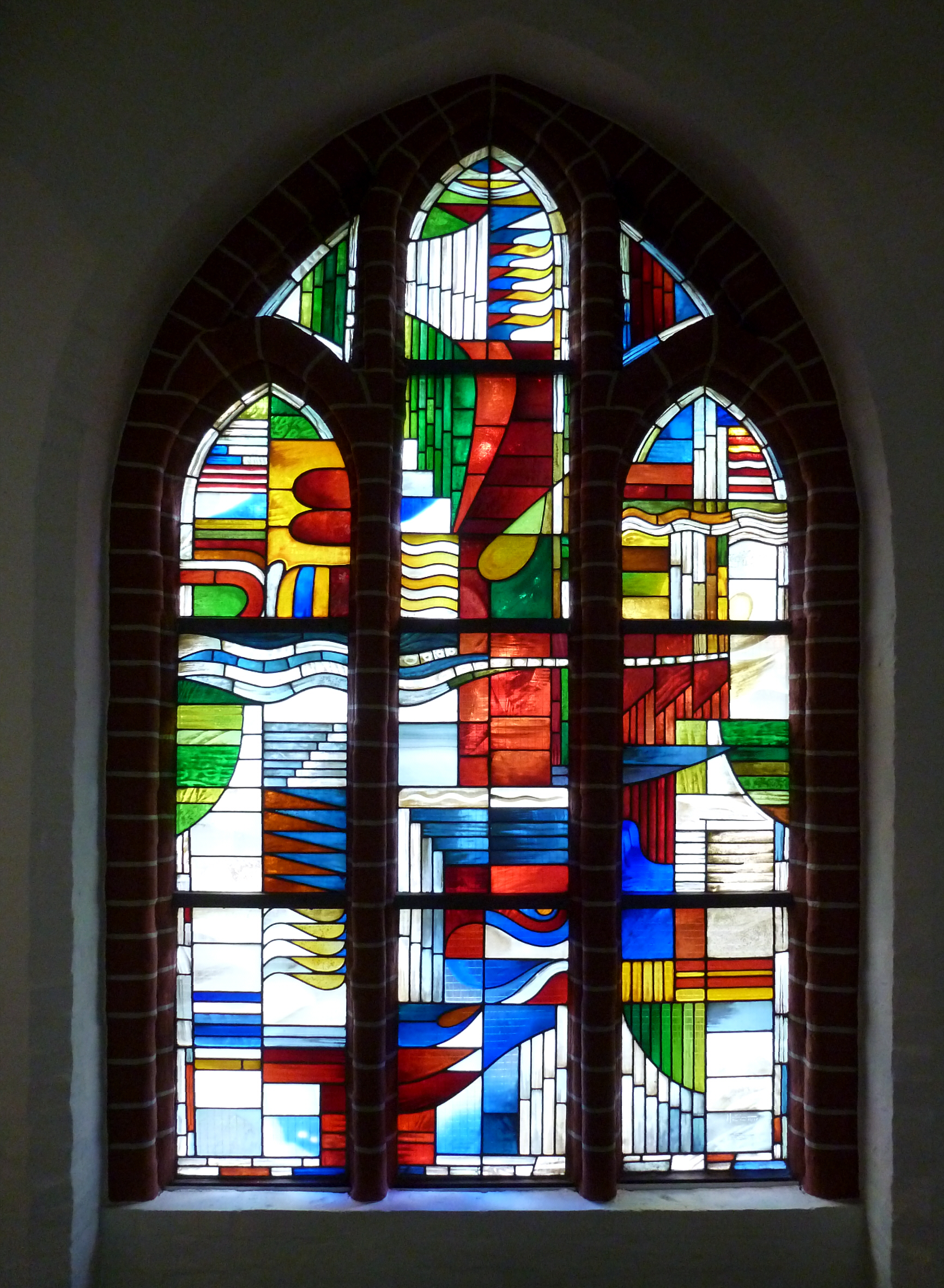
Canção de louvor na janela da igreja baseada no Salmo 145 na Igreja de São João em Luneburgo

O Salmo 145 é o 145º salmo do Livro dos Salmos, geralmente conhecido em português por seu primeiro verso, na Versão Almeida Corrigida Fiel: "Eu te exaltarei, ó Deus, Rei meu, e bendirei o teu nome pelos séculos dos séculos e para sempre." O Livro dos Salmos é a terceira seção da Bíblia Hebraica e um livro do Antigo Testamento cristão. Na versão grega da Septuaginta da Bíblia e em sua tradução latina Vulgata, esse salmo é o Salmo 144 em um sistema de numeração ligeiramente diferente. Em latim, é conhecido como "Exaltabo te Deus meus Rex". O salmo é um salmo de hino.
O Salmo é uma parte regular das liturgias judaica, Católica, anglicana e protestante. É frequentemente definido como música, principalmente por Antonín Dvořák, que lançou vários versos em checo em suas canções bíblicas.

## Texto

### Versão em hebraico
A seguir encontramos a versão em hebraico do Salmo 145:
| Verse | Hebrew                                            |
| ----- | ------------------------------------------------- |
| 1     | תְּהִלָּ֗ה לְדָ֫וִ֥ד אֲ֖רֽוֹמִמְךָ אֱלוֹהַ֣י הַמֶּ֑לֶךְ וַֽאֲבָֽ֘רֲכָ֥ה שִׁ֜מְךָ֗ לְע֘וֹלָ֥ם וָעֶֽד  |
| 2     | בְּכָל־י֥וֹם אֲבָֽרֲכֶ֑ךָּ וַֽאֲהַ֘לְלָ֥ה שִׁ֜מְךָ֗ לְע֘וֹלָ֥ם וָעֶֽד                |
| 3     | גָּ֘ד֥וֹל יְהֹוָ֣ה וּמְהֻלָּ֣ל מְאֹ֑ד וְ֜לִגְדֻלָּת֗וֹ אֵ֣ין חֵֽקֶר               |
| 4     | דּ֣וֹר לְ֖דוֹר יְשַׁבַּ֣ח מַֽעֲשֶׂ֑יךָ וּגְב֖וּרֹתֶ֣יךָ יַגִּֽידוּ                |
| 5     | הֲדַר כְּב֣וֹד הוֹדֶ֑ךָ וְדִבְרֵ֖י נִפְלְאֹתֶ֣יךָ אָשִֽׂיחָה                 |
| 6     | וֶֽעֱז֣וּז נֽוֹרְאֹתֶ֣יךָ יֹאמֵ֑רוּ וּגְדוּלָּֽתְךָ֥ (כתיב וּגְדֻלָּֽותְךָ֥) אֲסַפְּרֶֽנָּה |
| 7     | זֵ֣כֶר רַב־טֽוּבְךָ֣ יַבִּ֑יעוּ וְצִדְקָֽתְךָ֥ יְרַנֵּֽנוּ                    |
| 8     | חַנּ֣וּן וְרַח֣וּם יְהֹוָ֑ה אֶ֥רֶךְ אַ֜פַּ֗יִם וּגְדָל־חָֽסֶד                 |
| 9     | טֽוֹב־יְהֹוָ֥ה לַכֹּ֑ל וְ֜רַֽחֲמָ֗יו עַל־כָּל־מַֽעֲשָֽׂיו                   |
| 10    | יוֹד֣וּךָ יְ֖הֹוָה כָּל־מַֽעֲשֶׂ֑יךָ וַֽ֜חֲסִידֶ֗יךָ יְבָֽרֲכֽוּכָה               |
| 11    | כְּב֣וֹד מַלְכֽוּתְךָ֣ יֹאמֵ֑רוּ וּגְבוּרָֽתְךָ֥ יְדַבֵּֽרוּ                   |
| 12    | לְה֘וֹדִ֚יעַ לִבְנֵ֣י הָֽאָדָ֣ם גְּבֽוּרֹתָ֑יו וּ֜כְב֗וֹד הֲדַ֣ר מַלְכוּתֽוֹ         |
| 13    | מַלְכֽוּתְךָ֗ מַלְכ֥וּת כָּל־עֹֽלָמִ֑ים וּ֜מֶֽמְשַׁלְתְּךָ֗ בְּכָל־דּ֥וֹר וָדֹֽר         |
| 14    | סוֹמֵ֣ךְ יְ֖הֹוָה לְכָל־הַנֹּֽפְלִ֑ים וְ֜זוֹקֵ֗ף לְכָל־הַכְּפוּפִֽים            |
| 15    | עֵ֣ינֵי כֹ֖ל אֵלֶ֣יךָ יְשַׂבֵּ֑רוּ וְאַתָּ֚ה נוֹתֵֽן־לָהֶ֖ם אֶת־אָכְלָ֣ם בְּעִתּֽוֹ     |
| 16    | פּוֹתֵ֥חַ אֶת־יָדֶ֑ךָ וּמַשְׂבִּ֖יעַ לְכָל־חַ֣י רָצֽוֹן                    |
| 17    | צַדִּ֣יק יְ֖הֹוָה בְּכָל־דְּרָכָ֑יו וְ֜חָסִ֗יד בְּכָל־מַֽעֲשָֽׂיו               |
| 18    | קָר֣וֹב יְ֖הֹוָה לְכָל־קֹֽרְאָ֑יו לְכֹ֚ל אֲשֶׁ֖ר יִקְרָאֻ֣הוּ בֶֽאֱמֶֽת           |
| 19    | רְצֽוֹן־יְרֵאָ֥יו יַֽעֲשֶׂ֑ה וְאֶת־שַׁוְעָ֘תָ֥ם יִ֜שְׁמַ֗ע וְיֽוֹשִׁיעֵֽם            |
| 20    | שׁוֹמֵ֣ר יְ֖הֹוָה אֶת־כָּל־אֹֽהֲבָ֑יו וְאֵ֖ת כָּל־הָֽרְשָׁעִ֣ים יַשְׁמִֽיד         |
| 21    | תְּהִלַּ֥ת יְהֹוָ֗ה יְֽדַבֵּ֫ר פִּ֥י וִיבָרֵ֣ךְ כָּל־בָּ֖שָׂר שֵׁ֥ם קָדְשׁ֗וֹ לְע֘וֹלָ֥ם וָעֶֽד  |

### Almeida Corrigida Fiel
1. Eu te exaltarei, ó Deus, rei meu, e bendirei o teu nome pelos séculos dos séculos e para sempre.
2. Cada dia te bendirei, e louvarei o teu nome pelos séculos dos séculos e para sempre.
3. Grande é o Senhor, e muito digno de louvor, e a sua grandeza inescrutável.
4. Uma geração louvará as tuas obras à outra geração, e anunciarão as tuas proezas.
5. Falarei da magnificência gloriosa da tua majestade e das tuas obras maravilhosas.
6. E se falará da força dos teus feitos terríveis; e contarei a tua grandeza.
7. Proferirão abundantemente a memória da tua grande bondade, e cantarão a tua justiça.
8. Piedoso e benigno é o Senhor, sofredor e de grande misericórdia.
9. O Senhor é bom para todos, e as suas misericórdias são sobre todas as suas obras.
10. Todas as tuas obras te louvarão, ó Senhor, e os teus santos te bendirão.
11. Falarão da glória do teu reino, e relatarão o teu poder,
12. Para fazer saber aos filhos dos homens as tuas proezas e a glória da magnificência do teu reino.
13. O teu reino é um reino eterno; o teu domínio dura em todas as gerações.
14. O Senhor sustenta a todos os que caem, e levanta a todos os abatidos.
15. Os olhos de todos esperam em ti, e lhes dás o seu mantimento a seu tempo.
16. Abres a tua mão, e fartas os desejos de todos os viventes.
17. Justo é o Senhor em todos os seus caminhos, e santo em todas as suas obras.
18. Perto está o Senhor de todos os que o invocam, de todos os que o invocam em verdade.
19. Ele cumprirá o desejo dos que o temem; ouvirá o seu clamor, e os salvará.
20. O Senhor guarda a todos os que o amam; mas todos os ímpios serão destruídos.
21. A minha boca falará o louvor do Senhor, e toda a carne louvará o seu santo nome pelos séculos dos séculos e para sempre.[4]